# Drábské světničky

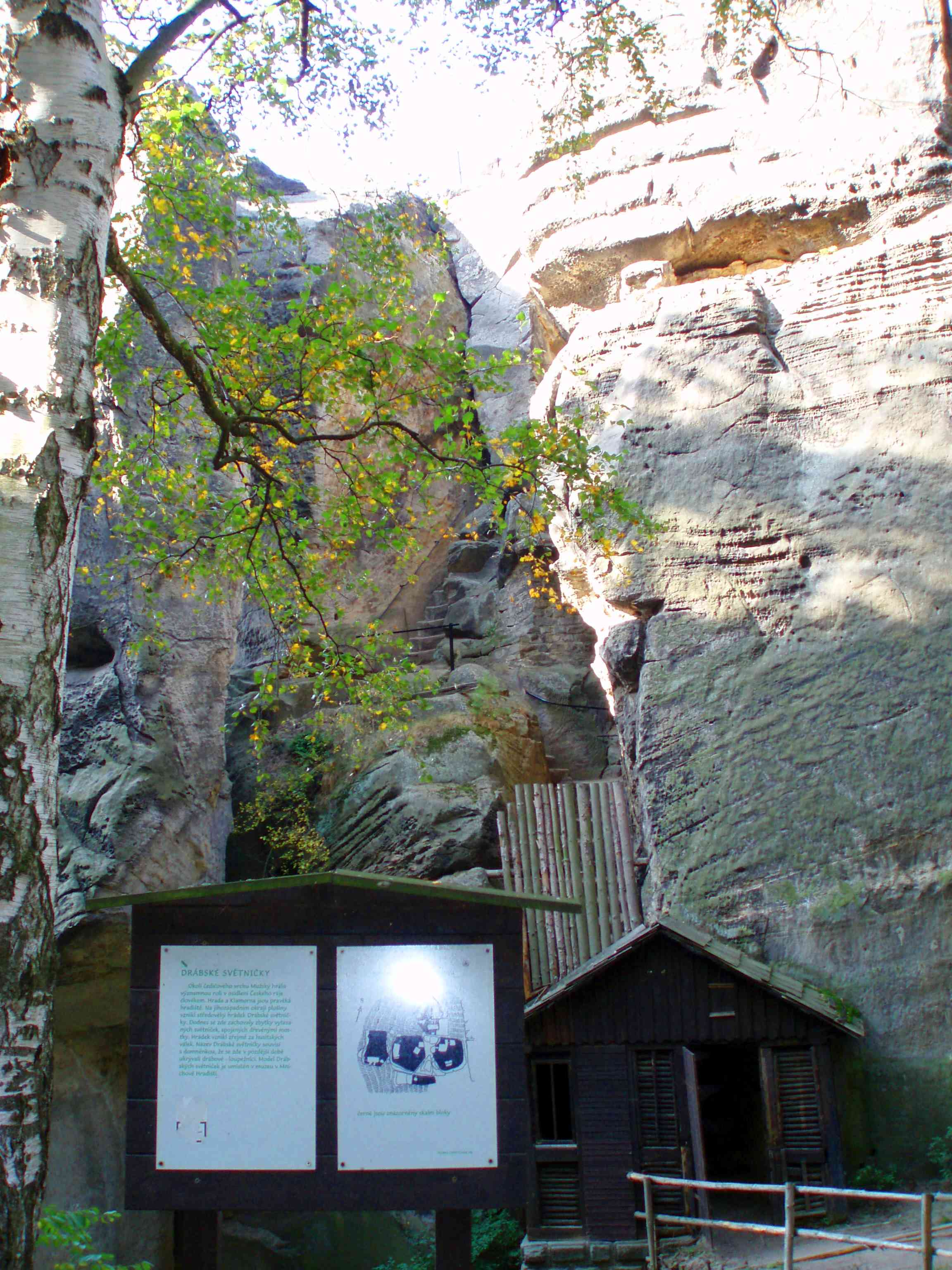
Eingangsbereich

Drábské světničky ist eine Felsenburg im Böhmischen Paradies (Český ráj).

## Beschreibung
Die Burganlage wurde zu einem unbekannten Zeitpunkt auf einem Komplex von sieben Sandsteinfelsen nordöstlich von Mnichovo Hradiště errichtet. Dabei wurden 18 Räumlichkeiten direkt in die Felswände gemeißelt. Außerdem sind Reste von sieben Holzbauten, sechs Brücken und fünf Treppenaufgängen nachgewiesen. Die Burg verfügte über drei Wehrtürme und eine Palisadenbefestigung. Neben Wehrbauten, Wohn- und Vorratsräumen konnte 1921 eine Kapelle identifiziert werden. Ein tief in den Fels gehauener Raum wird oft als Verlies bezeichnet. Er ist aber vermutlich eher als Getreidespeicher anzusehen.

## Geschichte
Bisher konnten keine schriftlichen Zeugnisse über die Burg und ihre Bewohner aufgefunden werden. Es ist noch nicht einmal der zeitgenössische Name bekannt. Die heutige Bezeichnung leitet sich vermutlich von dem alt-tschechischen Wort drápat (aushauen, meißeln) ab.
Die archäologische Erkundung des Ortes begann 1888 mit Josef Ladislav Píč, einem Mitarbeiter des Prager Nationalmuseums. Obwohl die Felsenhöhen der nahen Umgebung seit der Jungsteinzeit besiedelt waren, konnte auf dem Burggelände selbst eine ständige menschliche Anwesenheit erst für die zweite Hälfte des 13. Jahrhunderts nachgewiesen werden. Die eigentliche Gründung der Wehranlage wird jedoch zumeist an den Anfang des 15. Jahrhunderts gesetzt und den Hussiten zugeschrieben, die mit der Burg einen nach damaligem Stand der Waffentechnik fast uneinnehmbaren Stützpunkt an der Iser geschaffen hätten. Nach der Schlacht von Lipan 1434 sollen die Hussiten den Ort verlassen haben. Dagegen spricht allerdings der vermutlich katholische Charakter der Kapelle mit einem in Stein gemeißelten Reliquienschrein. Zwei jüngere Räume aus dem 17. Jahrhundert belegen eine gelegentliche Nutzung als Notquartier im Dreißigjährigen Krieg.
Die Anlage kann besichtigt werden und ist zu einem beliebten Ausflugsziel geworden, was sich jedoch negativ auf den Erhaltungszustand auswirkt. Die in den weichen Sandstein eingelassenen Räume sind zunehmender Erosion ausgesetzt. Bereits 1950 wurde deswegen ein 16 m² großes Modell der Burg im Maßstab 1:17 angefertigt, das sich im städtischen Museum in Mnichovo Hradiště befindet.

## Die Bergkletterei
Drábské světničky sind ein wichtiges Klettergebiet mit 111 beschriebenen Felsen und 915 Kletterrouten.